# Ростани (Порховский район)
Ростани — деревня в восточной части Порховского района Псковской области. Входит в состав сельского поселения «Полонская волость».
Расположена в 12 км к северо-востоку от города Порхов и в 6 км к северо-востоку от волостного центра Полоное.
Численность населения составляет 13 жителей (2000 год).